# Società Sportiva Felice Scandone 1998-1999
Questa voce raccoglie le informazioni riguardanti la Società Sportiva Felice Scandone nelle competizioni ufficiali della stagione 1998-1999.

## Verdetti stagionali
Competizioni nazionali
- Serie A2:
  - stagione regolare: 12º posto su 14 squadre (12/19);
- Coppa Italia
  - Eliminata ai sedicesimi di finale da Verona.

## Rosa 1998-1999
| Società Sportiva Felice Scandone 1998/1999 | Società Sportiva Felice Scandone 1998/1999 |
| Giocatori                                  | Staff tecnico                              |
| ------------------------------------------ | ------------------------------------------ |

| N. | Naz.                   | Ruolo | Nome                             | Anno | Alt.   | Peso   |  |
| -- | ---------------------- | ----- | -------------------------------- | ---- | ------ | ------ |  |
|    | Italia (bandiera)      | A     | Stefano Bazzucchi                | 1978 | 202 cm | 95 kg  |  |
|    | Italia (bandiera)      | C     | Giacomantonio Tufano             | 1969 | 208 cm | 119 kg |  |
|    | Italia (bandiera)      | G     | Fabrizio Santoro                 | 1980 | 185 cm | 80 kg  |  |
|    | Italia (bandiera)      | A     | Celestino Raimo                  | 1981 | 196 cm | 88 kg  |  |
|    | Italia (bandiera)      | P     | Sergio Mastroianni               | 1965 | 181 cm | 74 kg  |  |
|    | Stati Uniti (bandiera) | A     | Tellis Frank                     | 1965 | 207 cm | 110 kg |  |
|    | Italia (bandiera)      | A     | Riccardo M. Esposito             | 1966 | 202 cm | 95 kg  |  |
|    | Inghilterra (bandiera) | C     | Spencer Dunkley                  | 1969 | 210 cm |        |  |
|    | Italia (bandiera)      | G     | Andrea Dallamora (dal 9 gennaio) | 1970 | 200 cm | 98 kg  |  |
|    | Italia (bandiera)      | G     | Claudio Capone                   | 1965 | 187 cm | 83 kg  |  |
|    | Stati Uniti (bandiera) | P     | Steve Burtt                      | 1962 | 192 cm | 93 kg  |  |
|    | Italia (bandiera)      | P     | Marco Borneo                     | 1980 | 193 cm | 85 kg  |  |
|    | Italia (bandiera)      | G     | Angelo Veccia                    | 1980 | 182 cm | 79 kg  |  |

| Allenatore                                                                 |
| - Piero Pasini (dal 22 novembre) - Maurizio Bartocci (fino al 21 novembre) |
| Assistente/i                                                               |
| - Nessuno Legenda - (C) Capitano Roster                                    |

| Giocatori svincolati o trasferiti | Giocatori svincolati o trasferiti | Giocatori svincolati o trasferiti |  |
| Giocatore                         | Data                              | A                                 |  |
| --------------------------------- | --------------------------------- | --------------------------------- |  |
| Michele Scola                     | dal 14 marzo al 14 marzo          | Viola R. Calabria                 |  |
| Cristiano Grappasonni             | fino all'11 dicembre              | Barcellona                        |  |
| James Brewer                      | fino al 6 dicembre                | Pall. Reggiana                    |  |
| Giorgio Tonzig                    | dal 6 dicembre al 6 dicembre      | Olimpia Pistoia                   |  |
| Roberto Fazzi                     | fino al 24 ottobre                | Fulgor L. Forlì                   |  |
| Michael Gibala                    | fino al 1º ottobre                | Svincolato                        |  |
| Thomas Jordan                     | fino al 1º ottobre                | Svincolato                        |  |
| Kurt Samuels                      | fino al 1º ottobre                | Svincolato                        |  |

### Staff tecnico e dirigenziale
- Presidente:  Umberto Petitto
- Vicepresidente:  Generoso Benigni
- Vicepresidente:  Menotti Sanfilippo
- Amministratore:  Pellegrino D'Amore
- Team Manager:  Gerardo Mariella
- Relazioni Esterne:  Antonello Pellecchia
- Addetto stampa: Salvatore Miano
- Segreteria:  Fabio Laudati
- Resp. Settore Giovanile:  Maurizio Bartocci

## Risultati

### Regular season

#### Girone di andata
| Avellino 27 settembre 1998 1ª giornata | Scandone Avellino | 61 – 81 | Fabriano Basket | PalaDelMauro |

| Livorno 4 ottobre 1998 2ª giornata | Basket Livorno | 70 – 65 | Scandone Avellino | PalaMacchia |

| Avellino 11 ottobre 1998 3ª giornata | Scandone Avellino | 65 – 71 | A.P.L. Pozzuoli | PalaDelMauro |

| Reggio Calabria 18 ottobre 1998 4ª giornata | Viola R. Calabria | 108 – 77 | Scandone Avellino | PalaCalafiore |

| Forlì 25 ottobre 1998 5ª giornata | Libertas Forlì | 91 – 75 | Scandone Avellino | PalaGalassi |

| Avellino 29 ottobre 1998 6ª giornata | Scandone Avellino | 75 – 97 | Pall. Roseto | PalaDelMauro |

| Avellino 1º novembre 1998 7ª giornata | Scandone Avellino | 93 – 83 | Dinamo Sassari | PalaDelMauro |

| Ragusa 8 novembre 1998 8ª giornata | Virtus Ragusa | 92 – 84 | Scandone Avellino | Palasport |

| Avellino 15 novembre 1998 9ª giornata | Scandone Avellino | 101 – 123 | V.L. Pesaro | PalaDelMauro |

| Montecatini Terme 22 novembre 1998 10ª giornata | RB Montecatini | 90 – 68 | Scandone Avellino |  |

| Avellino 6 dicembre 1998 11ª giornata | Scandone Avellino | 96 – 106 | Jesi Academy | PalaDelMauro |

| Trieste 13 dicembre 1998 12ª giornata | Pall. Trieste | 86 – 73 | Scandone Avellino | PalaTrieste |

| Avellino 20 dicembre 1998 13ª giornata | Scandone Avellino | 89 – 79 | Pall. Biella | PalaDelMauro |

#### Girone di ritorno
| Fabriano 27 dicembre 1998 1ª giornata | Fabriano Basket | 93 – 100 | Scandone Avellino | PalaIndesit |

| Avellino 3 gennaio 1999 2ª giornata | Scandone Avellino | 79 – 77 | Basket Livorno | PalaDelMauro |

| 10 gennaio 1999 3ª giornata | A.P.L. Pozzuoli | 87 – 86 | Scandone Avellino |  |

| Avellino 17 gennaio 1999 4ª giornata | Scandone Avellino | 97 – 86 | Viola R. Calabria | PalaDelMauro |

| Avellino 24 gennaio 1999 5ª giornata | Scandone Avellino | 76 – 71 | Libertas Forlì | PalaDelMauro |

| 28 gennaio 1999 6ª giornata | Pall. Roseto | 80 – 78 | Scandone Avellino |  |

| Sassari 31 gennaio 1999 7ª giornata | Dinamo Sassari | 80 – 61 | Scandone Avellino | PalaSerradimigni |

| Avellino 7 febbraio 1999 8ª giornata | Scandone Avellino | 103 – 85 | Virtus Ragusa | PalaDelMauro |

| Pesaro 14 febbraio 1999 9ª giornata | V.L. Pesaro | 99 – 94 | Scandone Avellino | Adriatic Arena |

| Avellino 21 febbraio 1999 10ª giornata | Scandone Avellino | 84 – 83 | RB Montecatini | PalaDelMauro |

| 4 marzo 1999 11ª giornata | Jesi Academy | 104 – 92 | Scandone Avellino |  |

| Avellino 7 marzo 1999 12ª giornata | Scandone Avellino | 94 – 89 | Pall. Trieste | PalaDelMauro |

| Biella 14 marzo 1999 13ª giornata | Pall. Biella | 100 – 78 | Scandone Avellino | Palasport Biella |

#### Fase ad orologio
Fase ad orologio
| Fabriano 21 marzo 1999 1ª giornata Seconda fase | Fabriano Basket | 78 – 87 | Scandone Avellino | PalaIndesit |

| Avellino 28 marzo 1999 2ª giornata Seconda fase | Scandone Avellino | 75 – 65 | Basket Livorno | PalaDelMauro |

| Ragusa 3 aprile 1999 3ª giornata Seconda fase | Virtus Ragusa | 81 – 79 | Scandone Avellino | Palasport |

| Avellino 8 aprile 1999 4ª giornata Seconda fase | Scandone Avellino | 87 – 86 | Dinamo Sassari | PalaDelMauro |

| 11 aprile 1999 5ª giornata Seconda fase | Jesi Academy | 87 – 94 | Scandone Avellino |  |

| Avellino 18 aprile 1999 6ª giornata Seconda fase | Scandone Avellino | 79 – 87 | Viola R. Calabria | PalaDelMauro |